# Teodor Studit
Sveti Teodor Studit (759. – 826.), kršćanski svetac, redovnik, asket i književnik.

## Životopis
Teodor Studit je rođen 759. kao sin dvorskog činovnika. Kasnije postaje poznati upravitelj samostana te djeluje kao asket i propovjednik. Godine 798. preselio se sa svojim učenicima u Studitski samostan, gdje je stekao veliko poštovanje u Crkvi. Teodor je uveo strog red u samostanu koji se sastojao od mnogo molitve i težačkog rada. 
Kao ugledan pastor i redovnik koji se borio protiv svih nepravilnosti u Crkvenim pitanjima, usprotivio se nekanonskom razvodu i ponovnom vjenčanju cara Konstantina VI., iako je brak bio odobren od strane patrijarha Tarazija. Zbog toga je bio podvrgnut mučenju i protjeran u izbjeglištvo. Ubrzo nakon smrti Konstantina VI. vratio se u samostan. Kada se postavilo se pitanje krunjenja Konstantinovog nasljednika, Teodor se ponovo pobunio protiv cara i patrijarha, i opet biva protjeran na dvije godine.
Po smrti cara Nikefora I., Teodor se trijumfalno vraća u svoj samostan. Kasnije opet ulazi u sukob; ovaj put protiv ikonoborstva. Kada je car Leon V. Armenac sazvao sabor protiv poštovanja ikona, Teodor je ustao protiv carske politike. U ikonoborstvu je video kršenje slobode Crkve, a u poricanju vidljivosti Krista narušavanje potpunosti Njegove ljudske prirode. Umro je u progonstvu 826. godine, okružen svojim učenicima.
U svojim je djelima naglašavao kako rimski papa ima posljednju i odlučnu riječ u vjerskim pitanjima „budući da je njegova Crkva majka ostalih Božjih Crkava”.

## Poveznice
- Teodota, Teodorova rođakinja

### Članci
- Tadin, Marin. 1984. Bizantinski ikonoklazam ili kipoborstvo (730—843. god.). Crkva u svijetu. Sveučilište u Splitu - Katolički bogoslovni fakultet. Split. 19 (4): 391–405